# Кассаро
Кассаро (італ. Cassaro, сиц. Càssaru) — муніципалітет в Італії, у регіоні Сицилія,  провінція Сиракуза.
Кассаро розташоване на відстані близько 580 км на південь від Рима, 180 км на південний схід від Палермо, 30 км на захід від Сиракузи.

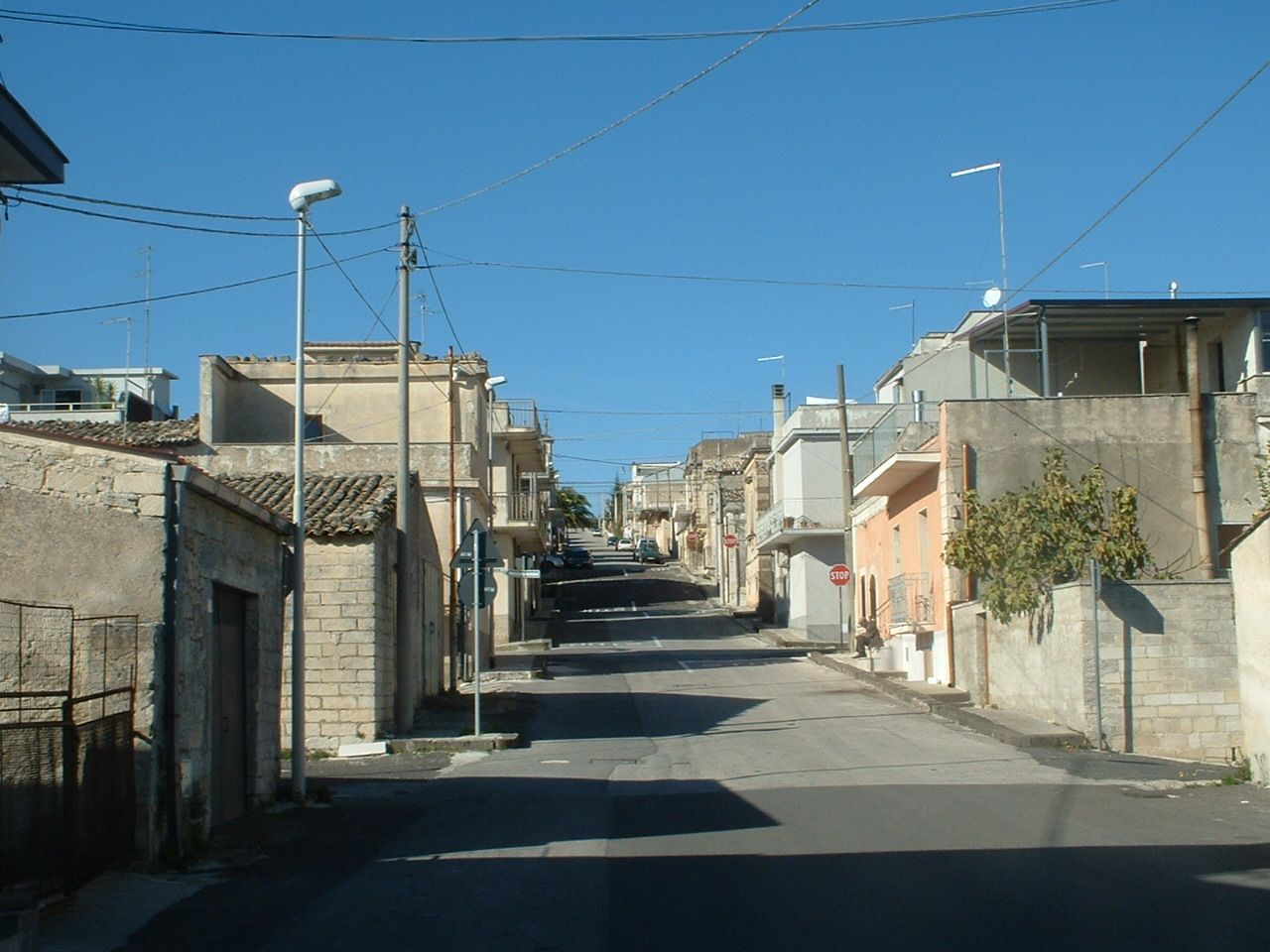

Населення — 807 осіб (2014), щільність населення становить 48 чол. / км². Займає площу 19 км². Поштовий індекс - 96010. Телефонний код - 0931.
Щорічний фестиваль відбувається у липні. Покровитель — San Giuseppe.

## Демографія
Населення за роками:

Станом на 1 січня 2023 року в муніципалітеті офіційно проживало 48 іноземців з 13 країн, серед них 15 громадян країн Євросоюзу та 1 громадянин України.

## Сусідні муніципалітети
- Бушемі
- Ферла
- Палаццоло-Акреїде
- Сортіно